# 哈里斯堡 (内布拉斯加州)
哈里斯堡（英語：Harrisburg）是一個位於美國內布拉斯加州班納縣的普查規定居民點。根據2010年美國人口普查，該地共人口100人，而該地的面積約為13.80平方千米。同時該地也是班納縣的縣治。

## 地理
哈里斯堡的座標為41°33′16″N 103°44′25″W / 41.55444°N 103.74028°W，而該地的平均海拔高度為1369米（即4491英尺）。